# Торунь (Люблінське воєводство)
Торунь (пол. Toruń) — село в Польщі, у гміні Рейовець-Фабричний Холмського повіту Люблінського воєводства.
Населення — 180 осіб (2011).
У 1975-1998 роках село належало до Холмського воєводства.

## Демографія
Демографічна структура станом на 31 березня 2011 року:
|          | Загалом | Допрацездатний вік | Працездатний вік | Постпрацездатний вік |
| -------- | ------- | ------------------ | ---------------- | -------------------- |
| Чоловіки | 89      | 15                 | 61               | 13                   |
| Жінки    | 91      | 21                 | 44               | 26                   |
| Разом    | 180     | 36                 | 105              | 39                   |